# Elecciones municipales de 2011 en Andalucía

Partido más votado por municipio:
Partido Socialista Obrero Español de Andalucía
Partido Popular Andaluz
Izquierda Unida Los Verdes-Convocatoria por Andalucía
Partido Andalucista-Espacio Plural Andaluz
Otros partidos

Las elecciones municipales de 2011 en Andalucía se celebraron el 22 de mayo. El Partido Popular Andaluz (PP-A) fue el partido más votado, si bien el Partido Socialista Obrero Español de Andalucía (PSOE-A) consiguió el mayor número de concejales.

## Resultados electorales
| ← Elecciones municipales de 2011 en Andalucía → |           |           |            |            |
| Partido                                         | Votos     | Variación | Porcentaje | Concejales |
| Participación                                   | 4 133 733 | 283 780   | 65,83%     | -          |
| Voto en blanco                                  | 84 874    | 34 954    | 2,08%      | -          |
| Votos nulos                                     | 59 046    | 36 551    | 1,43%      | -          |
| PP-A                                            | 1 604 170 | 375 901   | 39,37%     | 3 149      |
| PSOE-A                                          | 1 324 278 | 231 607   | 32,50%     | 3 855      |
| IULV-CA                                         | 488 046   | 14 831    | 11,98%     | 1 104      |
| PA-EPA                                          | 230 492   | 4 393     | 5,66%      | 469        |
| UPyD                                            | 76 476    | -         | 1,08%      | 20         |
| UCOR                                            | 24 805    | -         | 0,61%      | 5          |
| Los Verdes                                      | -         | 5268      | 0,37%      | 3          |
| FCJ                                             | 13 763    | -         | 0,34%      | 4          |
| CA                                              | 7 773     | 1 487     | 0,19%      | 21         |
| PdeAL                                           | 5 124     | 17 430    | 0,13%      | 7          |
| AIPRO                                           | 4 528     | -         | 0,11%      | 7          |